# Вартанян, Жирайр Григорьевич
Жирайр Григорьевич Вартанян (2 июля 1911, Тифлис — 5 мая 1989, Ереван) — армянский советский кинооператор. Заслуженный деятель искусств Армянской ССР (1963).

## Биография
С 1927 года работал на киностудии «Арменкино».
В 1930—1933 годах обучался на операторском факультете ВГИКа.
Начинал творческую карьеру, как кинооператор документального, научно-популярного кино.
В 1941 году осуществил комбинированные съёмки в документальном фильме «Первый армянский киноконцерт», «Страна родная» (1940) и «Давид Бек» (1944).
В 1949—1954 годах — оператор-корреспондент Центральной студии документальных фильмов (ЦСДФ) по Армянской ССР.
В последующие годы снимал, главным образом, художественные фильмы. Работал оператором комбинированных съёмок и оператором-постановщиком на студии «Арменфильм». 
В качестве оператора является автором первых армянских анимационных фильмов («Пёс и кот», 1938), цветных («Социалистическая счастливая архитектура», 1952) и широкоформатных фильмов («Путь на арену», 1963). Был директором студии Киноактёра.

## Избранная фильмография
- 1936 — «Иммигранты»
- 1938 — «Пёс и кот»
- 1940 — «20 лет кино»
- 1940 — «Храбрый Назар»
- 1940 — «Юбилей Арус Восканян»
- 1944 — «Сыны Армении»
- 1945 — «Страна родная»
- 1948 — «Волшебный ковёр»
- 1948 — «Хачатур Абовян»
- 1954 — «Похороны Католикоса Геворка VI»
- 1955 — «Выборы Католикоса Вазгена I»
- 1955 — «Золотой бычок»
- 1955 — «В поисках адресата» (совместно с Г. Арамяном)
- 1956 — «Аветик Исаакян»
- 1957 — «Сердце поёт»
- 1958 — «Кому улыбается жизнь»
- 1959 — «О чём шумит река»
- 1960 — «Прыжок через пропасть»
- 1961 — «Перед рассветом»
- 1963 — «Путь на арену»
- 1964 — «Мсье Жак и другие» (новелла «Издержки вежливости»)
- 1966 — «Охотник из Лалвара»
- 1970 — «2-Леонид-2»
- 1972 — «Памятник» (совместно с А. Миракяном)
- 1974 — «Односельчане»